# Mitwitz

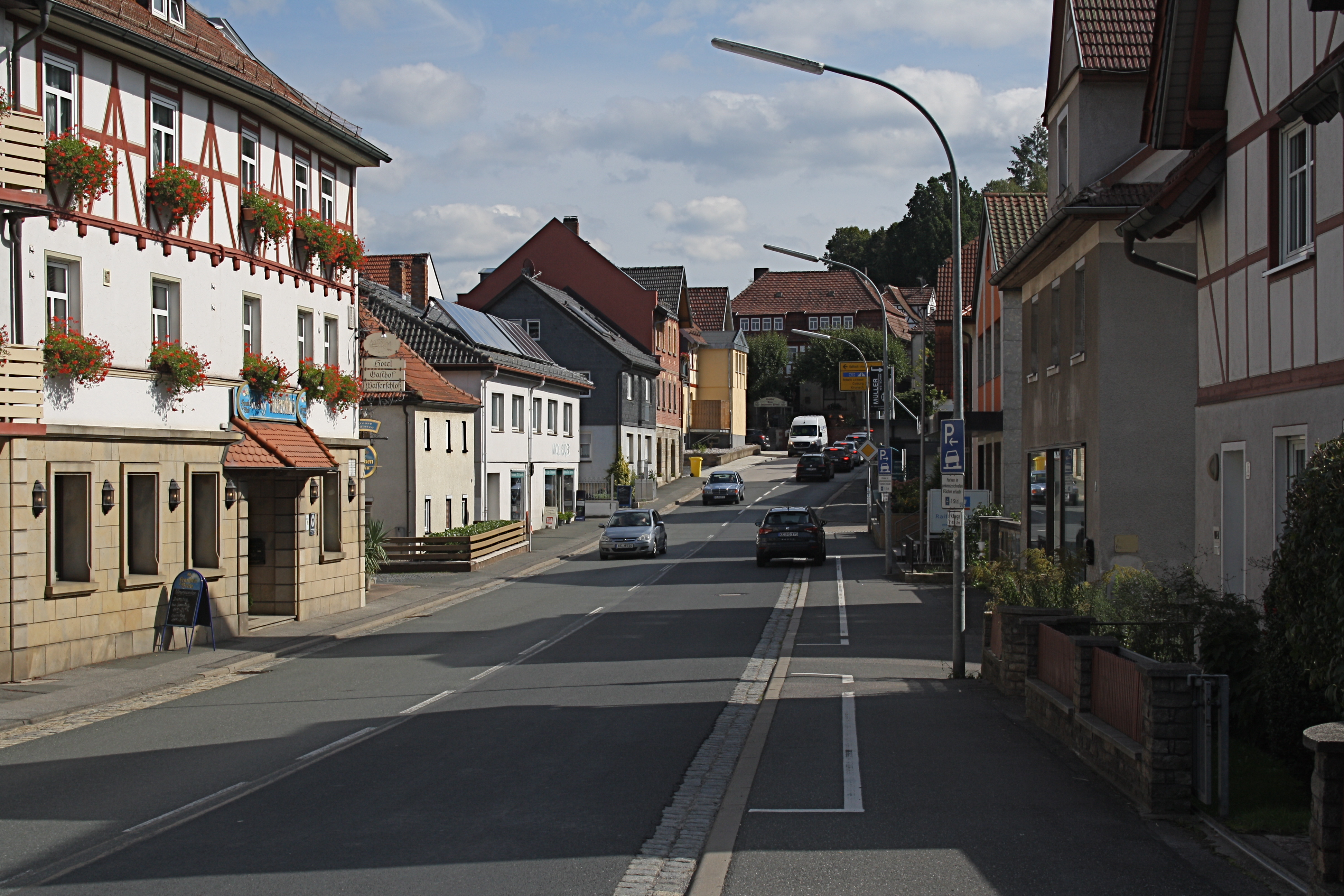
Ludwig-Freiherr-von-Würtzburg-Straße in Mitwitz

Mitwitz ist ein Markt im oberfränkischen Landkreis Kronach in Bayern. Der gleichnamige Hauptort ist Sitz der Gemeindeverwaltung und der Verwaltungsgemeinschaft Mitwitz.

## Geografie

### Lage
Mitwitz liegt an der Steinach und der Föritz, welche in die Steinach mündet, am Rande des Frankenwaldes an der Verbindungsstrecke zwischen den Städten Kronach und Coburg.

### Geologie
Fruchtbare Lößböden, ausgedehnte Mischwaldgebiete, ein weites, von Flüssen und Hügeln eingefasstes Tal, Sumpf- und Überschwemmungsgebiete sowie die Nähe (Luftlinie zirka 5 km) zur ehemaligen deutsch-deutschen Grenze kennzeichnen die Region um den Markt Mitwitz.

### Gemeindegliederung
Die Gemeinde Mitwitz hat 27 Gemeindeteile (in Klammern ist der Siedlungstyp angegeben):
- Angerwustung (Einöde)
- Bächlein (Dorf)
- Bätzenwustung (Einöde)
- Bohlswustung (Einöde)
- Burgstall (Dorf)
- Dickenwustung (Einöde)
- Froschgrün (Einöde)
- Haderleinswustung (Einöde)
- Häusles (Weiler)
- Hof an der Steinach (Dorf)
- Horb an der Steinach (Dorf)
- Hüttenwustung (Einöde)
- Kaltenbrunn (Dorf)
- Krötendorfswustung (Einöde)
- Leutendorf (Dorf)
- Lochleithen (Weiler)
- Mitwitz (Hauptort)
- Neubau (Weiler)
- Neundorf (Dorf)
- Reuterwustung (Einöde)
- Rotberg (Einöde)
- Schaumbergswustung (Einöde)
- Schnitzerswustung (Weiler)
- Schwärzdorf (Dorf)
- Steinach an der Steinach (Dorf)
- Veitenwustung (Weiler)
- Wolfsberg (Einöde)

Die Einöde Bätzenwustung bei Bächlein war ein Gemeindeteil von Kaltenbrunn, der seit den 1970er Jahren zum Gemeindeteil Bächlein zählt.

## Geschichte

### Mittelalter
Der Ort wurde 1266 als „Minvwwizc“ erstmals urkundlich erwähnt. Dem Ortsnamen liegt wahrscheinlich der slawische Personenname Min zugrunde, der durch das Zugehörigkeitssuffix –ovici abgeleitet ist (vergleichbar mit dem ahd. -ing). Dies führt zur Bedeutung bei den Leuten des Min. Die heutige Form wurde 1422 erstmals bezeugt. Ab dem 17. Jahrhundert war es die allein gebräuchliche Form.
Die Herren von Schaumberg waren die ersten Besitzer von Dorf, Wasserschloss Mitwitz und Herrschaft Mitwitz. Um 1425 verkauften die Herren von Schaumberg den Ort an die Familie von Rosenau. Das Schloss wurde 1525 während des Bauernkrieges stark beschädigt und geplündert.

### Neuzeit
1567 wurde Mitwitz protestantisch, eine kleine Schule neben der Jakobskirche wurde erwähnt. Hieronymus von Würtzburg erwarb 1576 nebst allen Zugehörungen das Wasserschloss. Von 1574 bis etwa 1600 wurde die Jakobskirche vergrößert und bekam ihr heutiges Erscheinungsbild. In den Jahren 1596 bis ca. 1600 ließ Hans Veit I. von Würtzburg das Wasserschloss vollständig restaurieren. Auf dem Zimmeranger fand die letzte urkundlich belegte Hinrichtung des Gerichtes Mitwitz statt. Andreas Dötschel begann 1624 ein Tagebuch, sein Stiefbruder Georg schrieb es weiter. Veröffentlicht wurde es unter dem Titel Tagebuch der Gebrüder Dötschel. Im Gemeindeteil Neundorf starben 1626 36 Personen an der Pest. Während des Dreißigjährigen Krieges war die Bevölkerung in die Glaubenskämpfe einbezogen, Kronach kämpfte auf katholischer und Mitwitz auf protestantischer Seite. Insbesondere in den Jahren 1631 bis 1634 starben viele Menschen. Das obere Schloss wurde 1713 wieder aufgebaut.
Gegen Ende des 18. Jahrhunderts gab es in Mitwitz 85 Anwesen (14 Sölden, vier Botensölden, drei Schenkhäuser, zwei Beckenhäuser, eine halbe Sölde, 56 Tropfhäuser, zwei Häuser, eine Badstube sowie zwei Mahl- und Schneidmühlen). Das Hochgericht übte das Halsgericht Mitwitz aus. Die Dorf- und Gemeindeherrschaft sowie die Grundherrschaft hatte die Herrschaft Mitwitz inne. Neben diesen Anwesen gab es noch herrschaftliche Gebäude (Unteres und Oberes Schloss, „Pinzenhof“ mit Schäferhaus, Jägerhaus und Fronveste), kirchliche Gebäude (Pfarrkirche, Pfarrhof, Schulhaus und Synagoge) und kommunale Gebäude (Hirten- und ein Nachtwächterhaus).
Gegen den Widerstand des Herren von Mitwitz, Karl Philipp Veit von Würtzburg, fiel der Ort 1803 an das Kurfürstentum Bayern. Das Freiherrlich von Würtzburgische Herrschaftsgericht Mitwitz bestand von 1813 bis 1848, dann bestand kurzzeitig eine Königlich Bayerische Gerichts- und Polizeibehörde bis 1849. Mit dem Gemeindeedikt wurde 1808 der Steuerdistrikt Mitwitz gebildet, zu dem Bächlein, Bätzenwustung, Burgstall, Froschgrün, Kaltenbrunn, Krötendorfswustung, Neubau, Rotschreuth, Schaumbergswustung und Wolfsberg gehörten. 1818 entstand die Ruralgemeinde Mitwitz, zu der Burgstall, Rotschreuth und Wolfsberg gehörten. Sie war in Verwaltung und Gerichtsbarkeit dem Herrschaftsgericht Mitwitz zugeordnet und in der Finanzverwaltung dem Rentamt Kronach (1919 in Finanzamt Kronach umbenannt). 1849 wurde das Herrschaftsgericht aufgelöst und Mitwitz dem Landgericht Kronach überwiesen. 1856 wurde Burgstall mit Rotschreuth und Wolfsberg von der Landgemeinde Mitwitz abgetrennt. Ab 1862 gehörte Mitwitz zum Bezirksamt Kronach (1939 in Landkreis Kronach umbenannt). Die Gerichtsbarkeit blieb beim Landgericht Kronach (1879 in Amtsgericht Kronach umbenannt). Die Gemeinde hatte 1961 eine Fläche von 4,397 km².
Die Freiwillige Feuerwehr Mitwitz wurde 1868 gegründet. 1876 wurde die neue Schule an der Jakobskirche eingeweiht und 1876 der Standesamtsbezirk Mitwitz gegründet. Prinz Ludwig von Bayern, der spätere König Ludwig III., besuchte 1892 den Ort. Um 1900 gab es 150 Häuser und 956 Einwohner. Bürgermeister war Georg Motschmann. Ab 1905 wurde der Ort an das öffentliche Stromnetz angeschlossen, der Strom wurde aus Steinach geliefert. Während des Ersten Weltkrieges fielen etwa 70 Bürger des Ortes, unter ihnen auch Baron Edmund von Würtzburg, der letzte männliche Nachkomme des Geschlechts. Die Steinachtalbahn wurde 1920 eröffnet und 1926 der Ort an das Wasserleitungsnetz angeschlossen, wodurch die bisherige Wasserversorgung durch Ortsbrunnen weitgehend überflüssig wurde. Im Zweiten Weltkrieg starben über 100 Einwohner. Die Amerikaner besetzten den Ort am 13. April 1945. Zum Ende des Krieges wurden Kunstschätze und Bücher der Frankfurter Bibliotheken ins Schloss ausgelagert. Mit der Teilung Deutschlands wurde die Gegend Zonenrandgebiet an der Grenze zur DDR. Eine neue Schule wurde 1950 gebaut, etwa 1738 Einwohner lebten in 233 Gebäuden. Mitwitz wurde 1955 mit einem Marktgemeindewappen ausgestattet, 1966 feierte man das 700-jährige Ortsjubiläum. Burgstall wurde 1972 eingemeindet. 1974 wurde der Markt Mitwitz mit den Gemeinden Hofsteinach, Kaltenbrunn und Neundorf mit Schwärzdorf zu der neuen Großgemeinde Mitwitz zusammengelegt. Leutendorf und Horb wurden später eingegliedert. 1975 wurde die neuerbaute Verbandsschule eingeweiht. Auf Initiative des Landrats Heinz Köhler wurde von 1977 bis 1988 das Wasserschloss renoviert. Seit der Wiedervereinigung 1989 werden die alten Verbindungswege in den Landkreis Sonneberg nach Thüringen wieder benutzt. 1995 lebten in der Gemeinde 3317 Einwohner in 832 Häusern. Der Hochbehälter für die Trinkwasserversorgung wurde 2001 in Betrieb genommen, 2002 die Kläranlage des Abwasserverbandes Steinachtal eingeweiht.

### Eingemeindungen
Die folgende Tabelle führt die ehemals selbständigen Gemeinden mit dem Datum der Eingemeindung in den Markt Mitwitz auf:
| Ehemalige Gemeinde   | Einwohner (1970) | Datum      | Anmerkung                                                                                      |
| -------------------- | ---------------- | ---------- | ---------------------------------------------------------------------------------------------- |
| Burgstall            | 167              | 01.01.1972 | teilweise Eingliederung, der Weiler Rotschreuth mit 34 der 167 Einwohner wechselte nach Gehülz |
| Hofsteinach          | 556              | 01.01.1974 |                                                                                                |
| Horb an der Steinach | 106              | 01.01.1977 |                                                                                                |
| Kaltenbrunn          | 190              | 01.01.1974 |                                                                                                |
| Leutendorf           | 149              | 01.01.1976 |                                                                                                |
| Neundorf             | 334              | 01.01.1974 |                                                                                                |

### Einwohnerentwicklung
Im Zeitraum 1988 bis 2018 sank die Einwohnerzahl von 3036 auf 2815 um 221 bzw. um 7,3 %. In den 1990er Jahren hatte Mitwitz über 3200 Einwohner.
Gemeinde Mitwitz
| Jahr      | 1987   | 2008 | 2009 | 2010 | 2011   | 2012   | 2013   | 2014   | 2015   | 2016   | 2017   |
| Einwohner | 3041   | 2953 | 2939 | 2895 | 2882   | 2913   | 2900   | 2875   | 2898   | 2833   | 2817   |
| Häuser    | 807    |      |      |      |        |        |        | 858    | 859    | 860    | 863    |
| Quelle    | [ 12 ] |      |      |      | [ 13 ] | [ 13 ] | [ 13 ] | [ 13 ] | [ 13 ] | [ 13 ] | [ 13 ] |

Ort Mitwitz (= Gemeinde Mitwitz bis zur Gebietsreform)
| Jahr      | 1818  | 1840   | 1852   | 1855   | 1861   | 1867   | 1871   | 1875   | 1880   | 1885   | 1890   | 1895   | 1900   | 1905   | 1910   | 1919   | 1925   | 1933   | 1939   | 1946   | 1950   | 1952   | 1961  | 1970   | 1987   |
| Einwohner | 635 * | 748 *  | 745 *  | 752 *  | 662    | 733    | 794    | 837    | 863    | 901    | 901    | 917    | 958    | 1003   | 1054   | 997    | 1101   | 1167   | 1269   | 1703   | 1738   | 1695   | 1654  | 1667   | 1482   |
| Häuser    | 119 * |        |        |        |        |        | 116    |        |        | 125    | 132    |        | 145    |        |        |        | 189    |        |        |        | 233    |        | 301   |        | 401    |
| Quelle    | [ 7 ] | [ 14 ] | [ 14 ] | [ 14 ] | [ 15 ] | [ 16 ] | [ 17 ] | [ 18 ] | [ 19 ] | [ 20 ] | [ 21 ] | [ 14 ] | [ 22 ] | [ 14 ] | [ 23 ] | [ 14 ] | [ 24 ] | [ 14 ] | [ 14 ] | [ 14 ] | [ 25 ] | [ 14 ] | [ 8 ] | [ 26 ] | [ 12 ] |

## Politik
Die Kommunalwahlen seit 2002 führten zu folgenden Sitzverteilungen im Marktgemeinderat:

### Marktgemeinderat
| Partei / Liste           | 2002 | 2008 | 2014 | 2020 |
| ------------------------ | ---- | ---- | ---- | ---- |
| CSU                      | 5    | 5    | 5    | 6    |
| SPD                      | 6    | 6    | 4    | 3    |
| Freie Wählergemeinschaft | 4    | 4    | 3    | 3    |
| Grüne                    | 1    | 1    | 2    | 2    |
| Gesamt                   | 16   | 16   | 14   | 14   |

### Bürgermeister
Hauptamtlicher erster Bürgermeister des Marktes Mitwitz ist seit dem 5. Mai 2020 Oliver Plewa (CSU). Sein Vorgänger war Hans-Peter Laschka (CSU) von 1990 bis 2020.

### Gemeindepartnerschaften
Seit 2008 besteht eine Partnerschaft mit der Stadt Ebeleben in Thüringen.

### Wappen und Flagge
Wappen
| Wappen von Mitwitz | Blasonierung: „geteilt und oben gespalten; oben vorne in Gold ein linksgewendeter, mit einer silbernen Schräglinksleiste überdeckter, rot bewehrter schwarzer Löwe; hinten in Gold der schwarz gekleidete Rumpf eines bärtigen Mannes mit schwarzer Zipfelmütze, an deren Spitze ein sechsstrahliger roter Stern hängt; unten in Schwarz auf goldenem Boden nebeneinander vier goldene Laubbäume.“ |
| Wappen von Mitwitz | Wappenbegründung: Der bärtige Mann entstammt dem Wappen der Freiherren von Würtzburg, die 1575 das Untere Mitwitzer Schloss sowie die Gerichts- und Vogteiherrschaft und das Patronatsrecht erworben hatten. Für den Ort Mitwitz wurde dieses 1587 als Gerichtssiegel erstmals bezeugt. Der Löwe ist das Wappentier des Hochstifts Bamberg und weist auf die bischöfliche Landeshoheit hin. Die Bäume stellen die Lage in waldreicher Umgebung dar und die damit verbundene wirtschaftliche Bedeutung für die Bevölkerung. Die Farben Gold und Schwarz beziehen sich auf das Hochstiftswappen und erinnern ebenfalls an die Landeshoheit des Bistums Bamberg. Die Gemeinde führt seit 1974 das Wappen. |

Flagge
Die Gemeindeflagge ist schwarz-gelb.

## Kultur und Sehenswürdigkeiten

### Bauwerke und Denkmäler

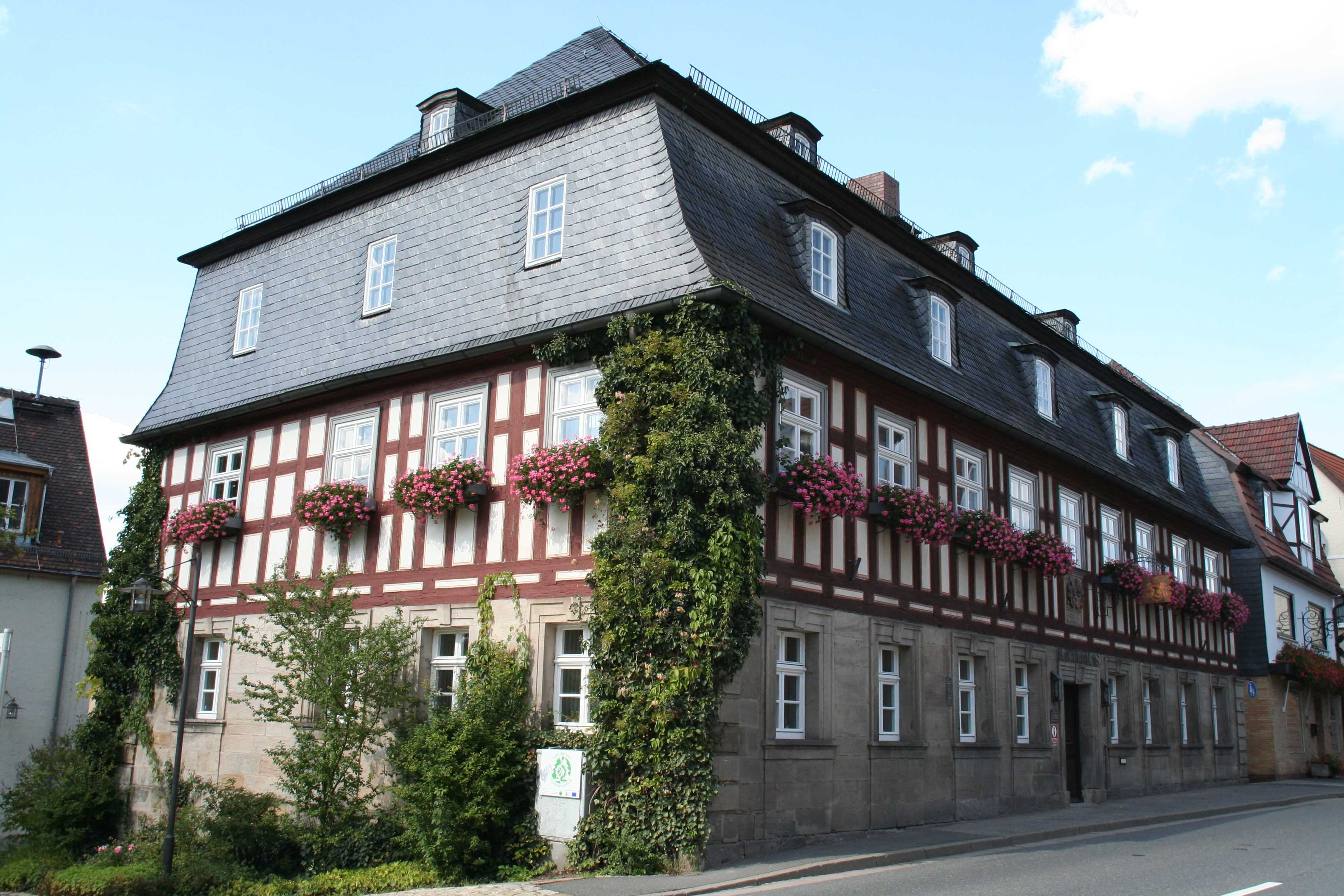
Rathaus
- Wasserschloss Mitwitz mit angrenzendem Schlosspark, Teehaus und Schlossteich
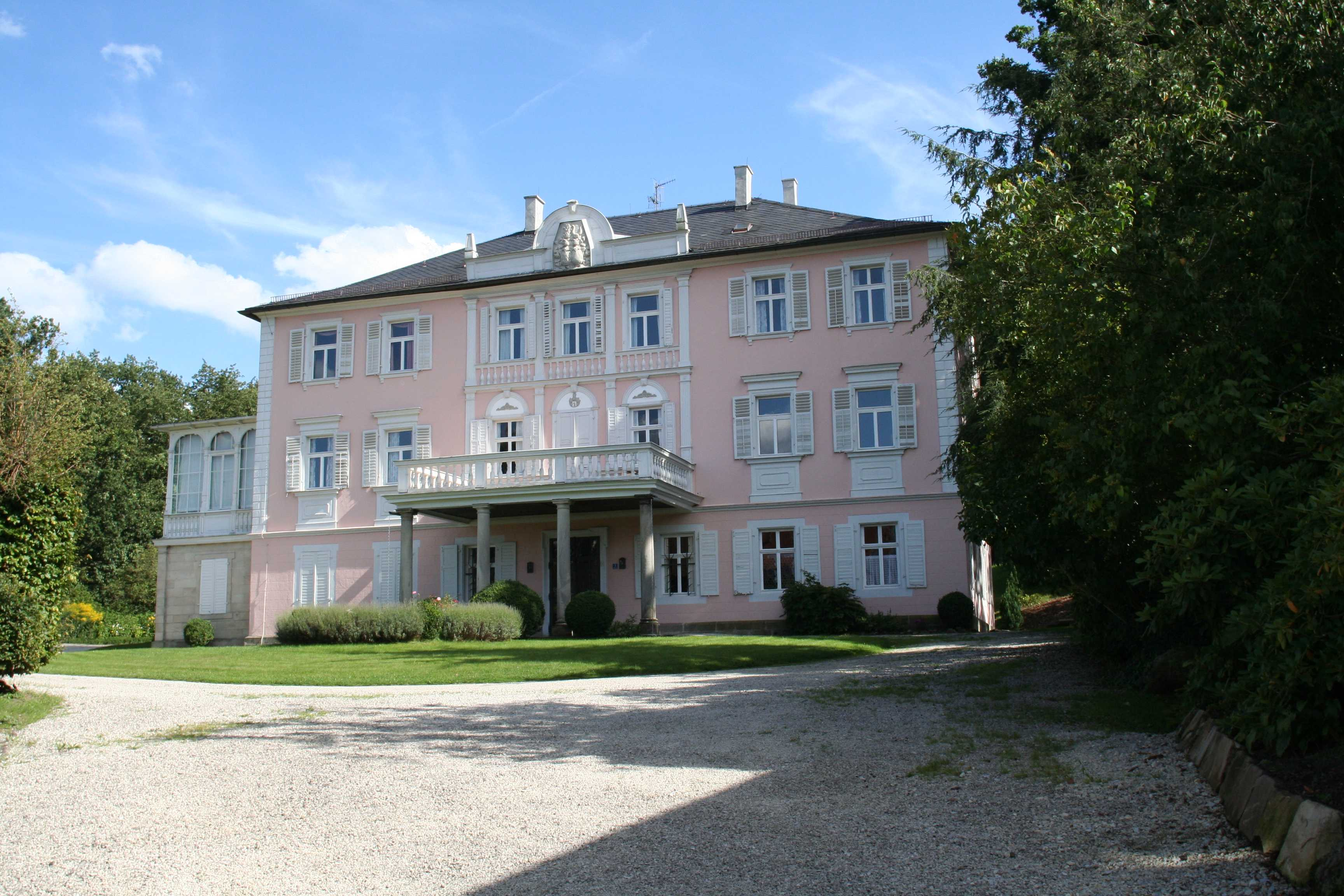
Oberes Schloss
- Steinerner Löwe
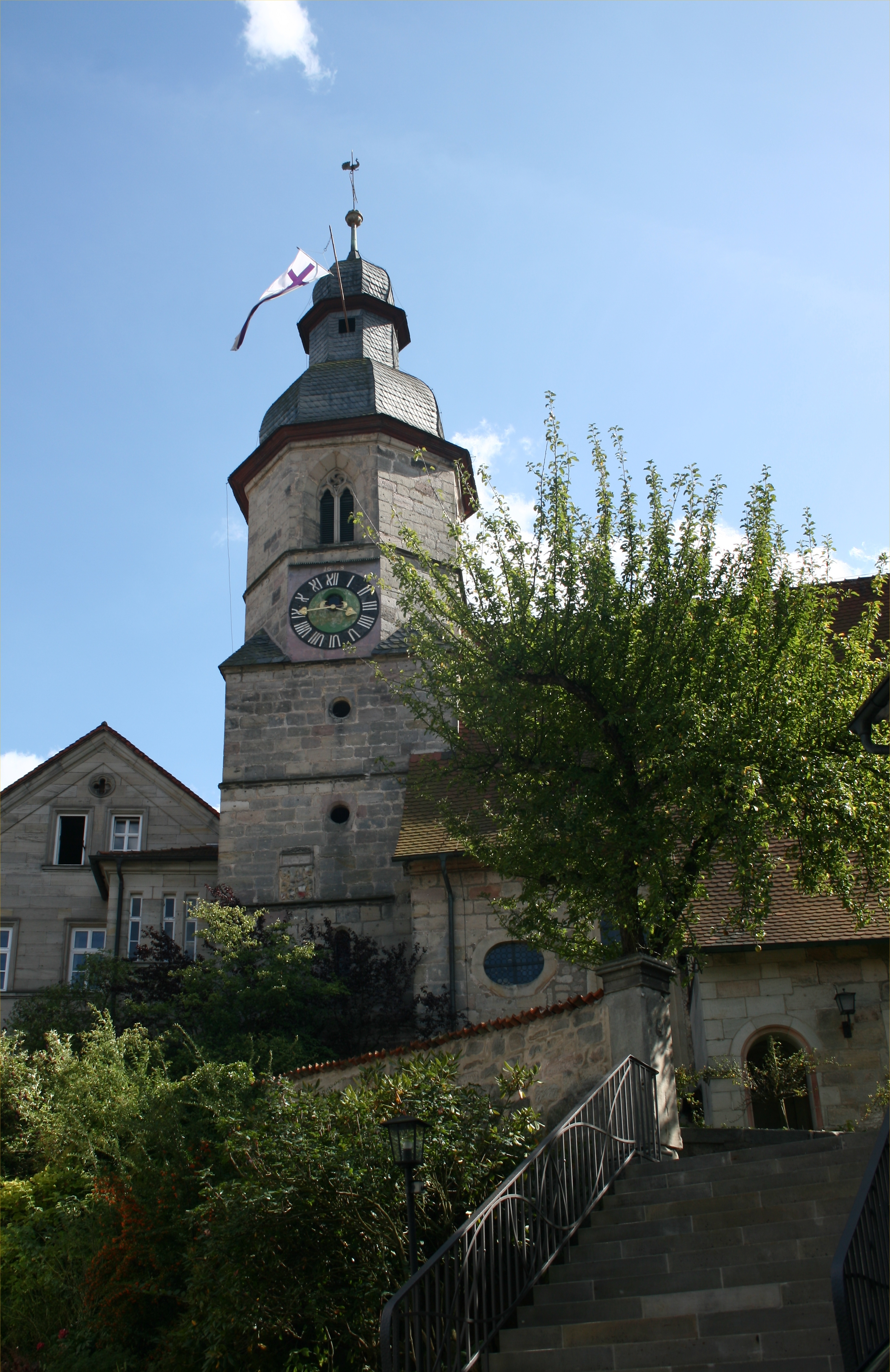
Jakobskirche
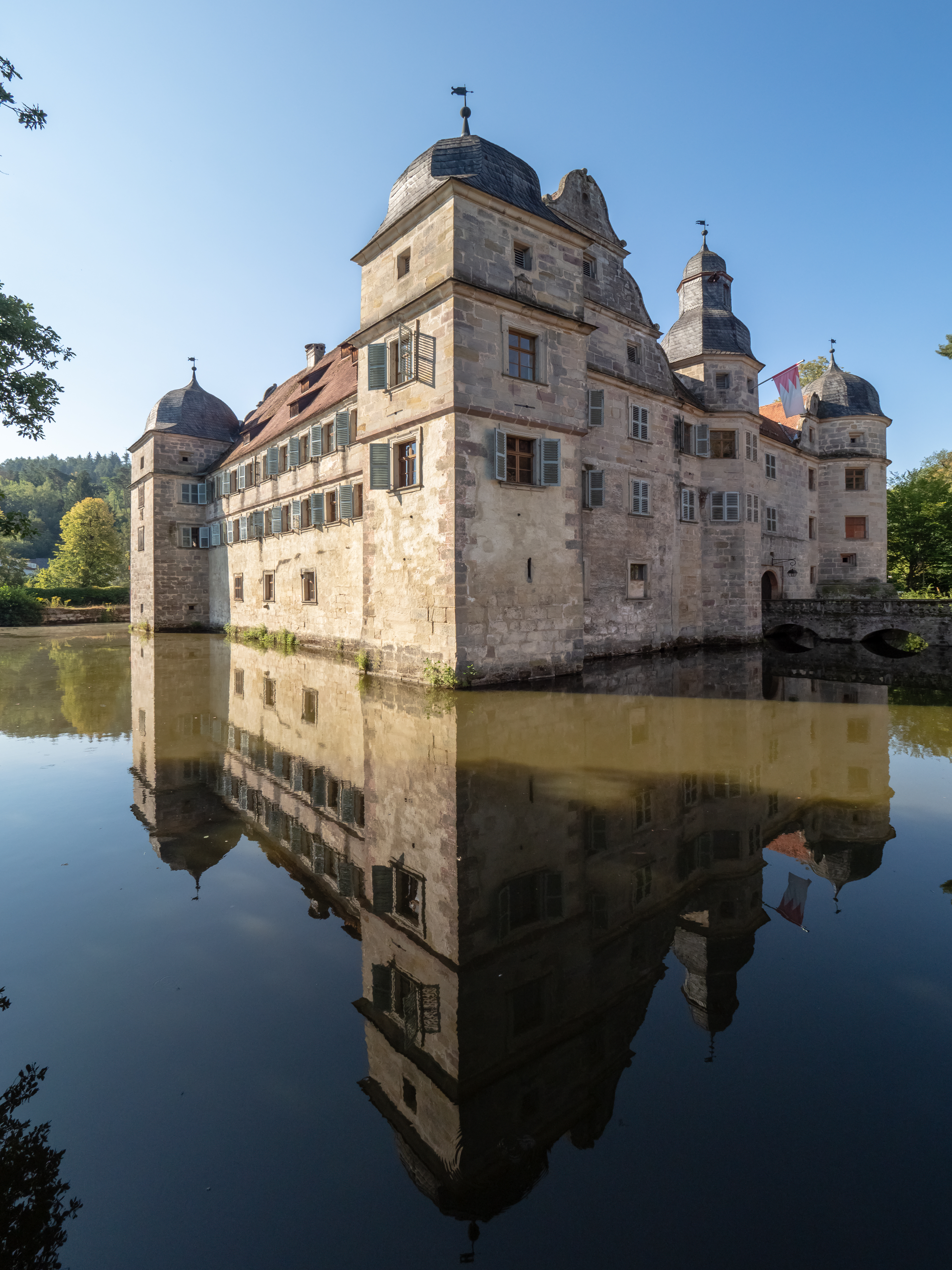
Wasserschloss, erbaut von Hans Veit I. von Würtzburg

- Gebrüder-Dötschel-Brunnen

- Rathaus
- Oberes Schloss von 1713
- Jakobskirche
- Wasserschloss, erbaut von Hans Veit I. von Würtzburg

### Grünes Band (Biotopverbund)
Der Ort liegt am „Grünen Band“, dem Biotopverbund entlang der ehemaligen Grenze zur DDR. Der Initiator dieses inzwischen europaweiten Biotopverbundes (Grünes Band Europa), Kai Frobel, stammt aus dem Nachbarort Hassenberg. Gemeinsam mit der Ortsgruppe Kronach des Bundes Naturschutz in Bayern machte er ab Mitte der 1970er Jahre im Raum Mitwitz die ersten Erkundungen zum Artenreichtum des Grenzstreifens.

## Wirtschaft und Infrastruktur

### Verkehr
Die B 303 führt an Gestungshausen vorbei nach Sonnefeld (6,3 km südwestlich) bzw. über Gehülz nach Kronach zur B 85 (7,5 km östlich). Die Staatsstraße 2208 führt nach Wörlsdorf (2,6 km nordwestlich) bzw. nach Leutendorf (3,3 km südlich). Die Staatsstraße 2708 führt über Haig zur Bundesstraße 89 bei Haßlach bei Kronach (7 km nordöstlich). Die Kreisstraße KC 14 (1,1 km nordöstlich). Eine Gemeindeverbindungsstraße führt nach Steinach an der Steinach zur Kreisstraße KC 15 (0,7 km südwestlich).
Der nächste Bahnhof befindet sich in Kronach.

### Öffentliche Einrichtungen
- Jugendzentrum „Don Camillo“

### Bildung
- Volksschule Mitwitz,
- Imkerschule Oberfranken,
- Ökologische Bildungsstätte Oberfranken
- Montessori-Schule Mitwitz

## Söhne und Töchter der Gemeinde
- Peter von Schaumberg (1388–1469), Bischof in Augsburg von 1424 bis 1469, Kardinal ab 1450
- Georg I. von Schaumberg (1390–1475), Fürstbischof des Hochstiftes Bamberg von 1459 bis 1475
- Hans [Johann] Veit I. von Würtzburg (* 1561; † 4. Januar 1610 in Kronach), am 11. Juni 1590 bekam er durch Erbteilung die Güter des Unteren Schlosses in Mitwitz; 1594 kaufte er das Obere Schloss von Adam von Rosenau; ab 1596 Amtmann zu Fürth am Berg und Hauptmann zu Kronach; führte im Wesentlichen prägende Baumaßnahmen am Unteren und Oberen Schloss und an der Kirche durch, Ihr heutiges Ansehen geht auf ihn zurück; Beerdigung in Mitwitz; siehe auch Veit II. von Würtzburg
- Johann Veit von Würtzburg (* 19.[31] oder 29. Oktober 1674 in Mitwitz; † 9. Mai 1756[32]); Sohn des Freiherren Hans Veit IV. (1638–1703)[33] in Mitwitz; Domdechant; ab 1729 Statthalter des Bischofs Friedrich Karl von Schönborn (Adelsgeschlecht), der zwei Bischofssitze in seiner Hand vereinigte und noch zusätzlich Reichsvizekanzler in Würzburg war; seit 1727 Besitzer des Gutes Haig bei Mitwitz;  baute das Schloss nach Plänen des Baumeisters Michael Küchel um; wurde im Dom von Würzburg beerdigt
- Johann Karl von Würtzburg (* um 1715; † 27. Oktober 1769), getauft am 23. Juli[34] oder August 1715 in Mitwitz als Sohn Hans Veit IV.; ab 1737 im Bayreuther Infanterie-Regiment; ab 1759 Festungskommandant in Würzburg; provisorischer Kommandant der Festung Mantua der österreichischen Armee; am 1. Mai 1764 Ernennung zum Feldmarschall-Leutnant; ab September 1767 Ernennung zum Generalissimus der Venezianischen Armee; in Padua beerdigt
- Johann Heinrich Martin Ernesti (1755–1836), Gymnasialprofessor und Sachbuchautor
- Ludwig von Würtzburg (* 24. September 1845 in Mergentheim; † ?); ab 1875 verließ er das Militär, siedelte mit seiner Familie ganz nach Mitwitz um und kümmerte sich um seine beiden Schlösser; am 27. Januar 1888 wird er zum Reichsrat als Nachfolger seines Onkels Philipp von Würtzburg ernannt; am 8. November 1897 ernannte ihn die Gemeinde Mitwitz zum Ehrenbürger; 1908 wurde ihm der Titel „Exzellenz“ verliehen; war Vorsitzender des Bayerischen Landesverbandes des Deutschen Flottenverbandes
- Fritz Bamberger (1862–1942), Unternehmer und Mäzen
- Gus Bamberger (1864–1943), deutsch-amerikanischer Unternehmer, Firmengründer und Mäzen
- Anton Bamberger (1886–1950), deutsch-amerikanischer Unternehmer und Firmengründer
- Otto Bamberger (1885–1933), Unternehmer, Kunstsammler und -mäzen
- Karl Heinrich Bauer (1890–1978), Chirurg und Krebsforscher, Rassenhygieniker, Hochschullehrer und Rektor in Heidelberg
- Hermann Friedrich Rein (1898–1953), Physiologe, Hochschullehrer in Freiburg, Göttingen und Heidelberg
- Erich Rein (1899–1960), Maler und Bildhauer, Mitglied der Gutacher Malerkolonie
- Heinz Köhler (* 1942), Landrat des Landkreises Kronach, Mitglied des Europäischen Parlaments, des Bayerischen Landtages und des Deutschen Bundestages; Präsident des Bayerischen Roten Kreuzes; Ehrenbürger des Marktes Mitwitz